# Grzępy
Grzępy [pronunciación en polaco: /ˈɡʐɛmpɨ/] (en alemán: Friedrichsau) es un pueblo ubicado en el distrito administrativo de Gmina Czarnków, dentro del Distrito de Czarnków-Trzcianka, Voivodato de Gran Polonia, en el oeste de Polonia central. Se encuentra aproximadamente a 6 kilómetros al sureste de Czarnków y a 56 kilómetros al norte de la capital regional Poznań.